# Lake Ka-ho
Lake Ka-ho – wieś w Stanach Zjednoczonych, w stanie Illinois, w hrabstwie Macoupin.